# Marechal Floriano (ort)
Marechal Floriano är en ort i Brasilien.   Den ligger i kommunen Marechal Floriano och delstaten Espírito Santo, i den sydöstra delen av landet, 900 km sydost om huvudstaden Brasília. Marechal Floriano ligger 555 meter över havet och antalet invånare är 5 869.
Terrängen runt Marechal Floriano är lite kuperad. Närmaste större samhälle är Viana, 19,6 km öster om Marechal Floriano.
I omgivningarna runt Marechal Floriano växer i huvudsak städsegrön lövskog. Runt Marechal Floriano är det ganska tätbefolkat, med 75 invånare per kvadratkilometer.